# Tratado de Ankara (1921)
Acuerdo de Ankara (1921) (o el Acuerdo de Ankara; el Acuerdo Franklin-Bouillon; el Acuerdo Franco-Turco de Ankara, turco: Ankara Antlaşması, francés: Traité d'Ankara) se firmó el 20 de octubre de 1921 en Ankara (también conocida como Angora) entre Francia y la Gran Asamblea Nacional de Turquía, poniendo fin a la guerra franco-turca.

## Historia
Los firmantes fueron el diplomático francés Henry Franklin-Bouillon y el ministro de Asuntos Exteriores turco Yusuf Kemal Bey. Basándose en los términos del acuerdo, los franceses reconocieron el fin de la guerra franco-turca y cedieron grandes áreas a Turquía. Sin embargo, otras unidades francesas en Turquía no se vieron afectadas, a cambio de las concesiones económicas de Turquía. El gobierno turco reconoció la soberanía francesa sobre el mandato francés de Siria. El tratado se registró en la Serie de Tratados de la Sociedad de Naciones el 30 de agosto de 1926.
Este tratado cambió la frontera entre Siria y Turquía establecida por el Tratado de Sèvres de 1920 en beneficio de Turquía, cediendo grandes áreas de los vilayets de Alepo y Adana. De oeste a este, las ciudades y distritos de Adana, Osmaniye, Marash, Aintab, Kilis, Urfa, Mardin, Nusaybin y Jazirat ibn Umar (Cizre) fueron cedidas a Turquía. La frontera iba a ir desde el mar Mediterráneo inmediatamente al sur de Payas hasta Meidan Ekbis (que permanecería en Siria), luego se curvaría hacia el sureste, corriendo entre Marsova (Mersawa) en el distrito de Sharran de Siria y Karnaba y Kilis en Turquía, para unirse al ferrocarril de Bagdad en Al-Rai. Desde allí seguiría la vía férrea hasta Nusaybin, con la frontera en el lado sirio de la vía, dejando la vía en territorio turco. Desde Nusaybin seguiría el antiguo camino a Jazirat ibn Umar, siendo el camino en territorio turco, aunque ambos países podrían usarlo. 
El sanjacado de Alejandreta en Siria recibió un estatus administrativo especial, con reconocimiento oficial del idioma turco y provisión para el desarrollo cultural de los habitantes turcos, que eran el grupo etnoreligioso más grande. De acuerdo con el artículo 9 del tratado, la tumba de Suleyman Shah (el lugar de entierro de Suleyman Shah, el abuelo de Osmán I, el fundador del Imperio Otomano) en Siria "permanecerá, con sus pertenencias, propiedad de Turquía, que puede nombrar guardianes para ella y puede izar la bandera turca allí".
Esta anulación de las reclamaciones francesas sobre la tierra turca fue reconocida oficialmente más tarde en el Armisticio de Mudanya. La nueva frontera fue reconocida en el posterior Tratado de Lausana en 1923.